# Noturus maydeni
Noturus maydeni es una especie de peces de la familia Ictaluridae en el orden de los Siluriformes.

## Morfología
• Los machos pueden llegar alcanzar los 8,1 cm de longitud total.

## Distribución geográfica
Se encuentran en Norteamérica: Arkansas y Misuri (Estados Unidos ).